# Малкълм Гладуел
Малкълм Т. Гладуел (на английски: Malcolm Gladwell) е канадски журналист и автор на книги с ямайско-британски произход.

## Биография и творчество
Гладуел е роден на 3 септември 1963 г. във Великобритания.
Той е щатен журналист в The New Yorker от 1996 г. Автор е на 4 книги, в които събира журналистическите си наблюдения и опит: „Повратната точка: Как малките неща могат да доведат до големи промени“ (2000 г.), „Проблясък: Силата на мигновените решения“ (2005 г.), „Изключителните: История на успеха“ (2008 г.), „Какво видя кучето и други приключения“ (2009 г.). Всичките книги попадат в класацията на бестселърите на The New York Times. Преведени са на български език и се разпространяват в България от издателствата „Жанет-45“ и Locus.
В книгите си Гладуел обобщава заключенията си в резултат на проучванията си в областта на социалните науки и по специално социологията, психологията и социалната психология. Гладуел е отличен с Ордена на Канада на 30 юни 2011 г.

## Детство
Гладуел е роден във Феърхам, Хемпшир (Англия). Майка му Джойс Гладуел е от Ямайка, по професия – психотерапевт. Баща му Греъм Гладуел е британец, а по професия – професор по математика. Когато Малкълм е на 6 години, семейството му се премества в Елмира, Онтарио (Канада).
Бащата на Малкълм забелязва, че синът му е амбициозен и има необичайно свободни схващания. Когато Малкълм е на 11 години, баща му, който е професор по математика и инженерство в University of Waterloo, му позволява да идва в университета и така Малкълм започва да проявява интерес към четенето и книгите. Докато е в гимназията Малкълм се отличава с постиженията си при бягане на средни разстояния като спечелва първо място в дисциплината бягане на 1500 метра в шампионата на училище Ontario High School в Кингстън, Онтарио през 1978 г. През пролетта на 1982 г. Малкълм Гладуел постъпва на стаж в National Journalism Center във Вашингтон. Завършва история в Trinity College през 1984 г.

## Кариера
Оценките на Гладуел като ученик не са много добри (както сам Гладуел казва: „колежът не беше най-доброто ми време“), но въпреки това той решава да се насочи към рекламата. След като е отхвърлен от всички рекламни агенции, в които кандидатства за работа, Гладуел приема журналистически пост в The American Spectator и се мести в Индиана. Впоследствие пише и за Insight on the News, консервативно списание, собственост на религиозния лидер Сан Мьон Муун, основател на Обединителната църква (често наричана още Църква на обединението на Муун). През 1987 г. Гладуел започва да пише бизнес и научни статии за The Washington Post и работи за изданието до 1996 г. В подкрепа на правилото за десетте хиляди часа, което популяризира в книгата си „Изключителните“, Гладуел отбелязва: „В началото нямах почти никакъв опит, а в края се чувствах като експерт. Отне ми точно 10 години“.
Когато Гладуел започва работа в The New Yorker през 1996 г., първата му задача е да напише статия за модата. Вместо да пише за висша мода, Гладуел избира да направи статия за човек, който произвежда тениски като обяснява „беше много по-интересно да напишеш статия за човек, който произвежда тениски за $8, отколкото за рокля, която струва $100 000. Всеки може да направи рокля за $100 000, но е много трудно да се направи тениска, която да струва само $8“. Гладуел става популярен с две статии в The New Yorker през 1996 г.: „Повратната точка“ и The Coolhunt. Тези две статии стават основа за книгата „Повратната точка“, за която авторът получава 1 млн. долара в аванс. Междувременно Гладуел продължава да пише за The New Yorker, а също така е редактор в Грантланд – спортен уебсайт, основан от Бил Симънс (журналист в ESPN.com).
В статия за The New Yorker от юли 2002 г. Гладуел представя концепцията си относно „митът за таланта“, който се предполага, че компаниите и организациите погрешно следват. Статията разглежда различни управленски и административни техники, които печелившите и губещите компании използват. Гладуел посочва, че заблудата идва от факта, че ръководителите често класифицират служителите прибързано, без да имат достатъчно информация за представянето на всеки един, което води и до прибързани оценки и решения. Много компании имат практиката да раздават значително по-големи бонуси и премии на най-добрите си служители (т.нар. „звезди“) в сравнение с бонусите на останалите служители. Така, ако служителите не са оценени правилно, се промотират все още неопитните, което предотвратява издигането на по-опитните такива. Гладуел смята, че при този тип система нарцистичните типове хора е по-вероятно да се изкачват нагоре в йерархията, тъй като при наличие на успех са склонни да се самоизтъкват, а при наличие на провал рядко поемат отговорността за него. Той определя нарцисистите като най-лошите мениджъри и допълва, че постоянното прилагане на принципа за възнаграждаване на „звездите“ може да влоши позициите на компанията с времето. Според Гладуел най-успешните фирми са тези, които ценят опита на своите служители и изчакват по-дълго преди да прибегнат към повишения.

## Книги
Гладуел е автор на 5 книги, последната от които със заглавие „Давид и Голиат“ към 2013 г. все още не е издадена. Запитан за това как пише своите книги, Гладуел казва: „Има две основни неща, от които се интересувам – интересни истории и интересни изследвания. Това, което търся са случаи, в които двете неща се преплитат“. Началното вдъхновение за първата си книга „Повратната точка“ (2000 г.), Гладуел получава от изследвания, които сочат за намаляване на престъпността в Ню Йорк Сити. Авторът обаче иска книгата да обхваща не само случая с престъпността и затова търси подобни феномени и примери от епидемиологията. Докато Гладуел е репортер за The Washington Post, той пише за епидемията от СПИН и започва да разбира особеностите на епидемиите като заключава, че епидемиолозите „имат коренно различен поглед над света“. Изразът „повратна точка“ от медицинска гледна точка е моментът, когато наситеността с вируса достига критични нива и той започва да се разпространява много бързо, поставяйки началото на епидемия.
След „Повратната точка“, Гладуел през 2005 г. завършва „Проблясък“. Книгата изяснява как човешкото подсъзнание интерпретира определени събития или знаци и как на база на минал опит хората взимат бързи и информирани решения. Вдъхновението за „Проблясък“ всъщност е косата на Гладуел. В един момент Гладуел започва да получава фишове за превишена скорост, което е странно, тъй като преди никога не е получавал такъв фиш. По същото време започват да го проверяват на опашките по летищата с изострено внимание. Гладуел има дори случка, при която трима полицаи тръгват след него, докато се разхожда из Манхатън, защото къдравата му коса го прави да прилича много на един от най-издирваните по това време изнасилвачи, независимо, че лицата на двамата са доста различни.
Третата книга на Гладуел – „Изключителните“, публикувана през 2008 г. представя как обкръжението на даден човек заедно с личната му мотивация и желание оказват влияние върху вероятността и възможностите за успех. Първоначално Гладуел поставя въпрос относно адвокатите: „Приемаме за даденост, че в Ню Йорк съществува един събирателен образ на корпоративния адвокат, нали? Просто съм любопитен: защо имаме един и същи тип адвокати?“, пита Гладуел като прави сравнение между професиите на семействата на адвокатите. В книгата Гладуел дава и друг пример: според автора хората приписват успеха на Бил Гейтс на факта, че той е „наистина умен“ или „наистина амбициозен“. Гладуел отбелязва, че познава много хора, които са наистина умни и наистина амбициозни, но не са оценени на 60 млрд. долара. „Порази ме мисълта, че разбирането ни за успех е наистина необмислено, а всъщност има много по-добри и обосновани обяснения за успеха“.
Четвъртата книга на Гладуел – „Какво видя кучето и други приключения“, е публикувана на 20 октомври 2009 г. „Какво видя кучето“ обединява в едно всички любими статии на Гладуел от „Ню Йоркър“ за периода му на работа там от 1996 г. насам. Историите имат обща идея, а именно да покажат света през очите на другите, в т.ч. защо не и през очите на куче.
Книгите „Повратната точка“ (2000 г.) и „Проблясък“ (2005 г.) се превръщат в бестселъри по цял свят. Над 2 млн. копия от „Повратната точка“ са продадени само в САЩ. „Проблясък“ също се продава повече от добре. Към ноември 2008 г. от двете книги са продадени общо 4,5 млн. екземпляра.
Петата книга на Гладуел, „Давид и Голиат“, е пусната на пазара през октомври 2013 г. и разказва за борбата между победени и фаворити. Вдъхновението за книгата идва от части от статия на Гладуел за The New Yorker – „Как Давид побеждава Голиат“ (2009 г.).

## Отзиви
„Повратната точка“ е обявена за една от най-добрите книги на десетилетието от потребителите на Amazon.com, а също и от The A.V. Club, The Guardian и The Times. Това е и петата най-продаваща се книга в Barnes and Noble, която не е художествена литература. „Проблясък“ е книгата, която влиза в класацията на Fast Company за най-добрите бизнес книги за 2005 г. Тя също така попада и в топ 5 на любимите книги на потребителите на Amazon за 2005 г. и в топ 50 на любимите книги в Amazon за последното десетилетие. „Проблясък“ присъства и в класацията на The Christian Science Monitor за най-добри книги за 2005 г., които не са художествена литература. „Изключителните“ е номер едно бестселър в класацията на The New York Times цели 11 седмици, книгата е 8-а в класацията на Time за 2008 г. и в 50-те най-добри книги, обявени от San Francisco Chronicle за 2008 г.
Fortune описва „Повратната точка“ като впечатляваща книга, която кара читателя да погледне на света по различен начин. The Daily Telegraph определя книгата като „чудесно нетрадиционно проучване на този трудно разбираем феномен – социалната епидемия“. В ревюто си за „Проблясък“ The Baltimore Sun нарича Гладуел "най-оригиналния американски журналист от Том Улф насам. Фарад Манджу от Salon оценява книгата като „истинско удоволствие. «Проблясък» е една от най-добрите творби на Гладуел – очертава доста изненадващи прозрения за света, в който живеем, и за самите нас“. The Economist определя „Изключителните“ като „завладяващо четиво с важно послание“. Дейвид Лионард пише в The New York Times: „При наличието на широк избор от литература, Малкълм Гладуел е в най-голяма степен близо до това, което днес възприемаме като уникален талант“ и допълва, че „Изключителните“ „кара читателят да се размишлява над засегнатите находчиви теории с дни“. Иън Семпъл пише в The Guardian „Книгите на Гладуел са обединение на внушителното изкуство на Гладуел. Проучванията на Гладуел се отличават с дълбочина и ясни аргументи, но това, което е впечатляващо е широкия кръг от обекти, към който са приложени тези проучвания“.
Критиката към Гладуел е насочена най-вече към факта, че той е журналист, а не изследовател, а в резултат работата му е твърде опростена. The New Republic нарича последната глава на „Изключителните“ „неподлежаща на критичен прочит“ и допълва, че Гладуел вярва, че „една перфектна история доказва безмислието на едно правило“. Гладуел също е критикуван, че набляга върху различни истории като доказателства, а не върху проучвания, с които да подкрепи заключенията си. Морийн Ткачик и Стивън Пинкър подлагат на съмнение подхода на Гладуел. Независимо че хвали атрактивния стил и съдържание в книгите на Гладуел, Пинкър обобщава, че Гладуел е „мини гений, който по не много остроумен начин показва рисковете, произтичащи от статистическата логика“ и също така го обвинява, че използва „най-добрите и софистицирани, но неверни противопоставяния“ в книгата „Изключителните“. Пинкър критикува липсата на достатъчно познания на Гладуел: „Когато познанията на един автор по дадена тема се свеждат само до интервюта с експерти, то авторът е склонен към съставяне на обобщения, които са банални, не много задълбочени или просто грешни“. Журналист от The Independent обвинява Гладуел, че проучванията и изводите му всъщност не са нищо повече от очевидни факти. The Register обвинява Гладуел в правене на заключения на базата на бегли аналогии и коментира, че авторът изглежда „има нетърпимост към фактите“ като допълва „Гладуел направи кариера от представянето на прости и несъдържателни истини на хората, като облича разказите си във внушително звучащи научни изрази“. В тази връзка The New Republic определя Гладуел като „най-скъпо платения американски разказвач на приказки“. Подходът на Гладуел е иронизиран от уеб сайта „Малкълм Гладуел – генератор на книги“.
През 2005 г. Гладуел поисква 45 000 долара, за да изнесе реч. През 2008 г. той изнася около 30 речи годишно, повечето от които за десетки хиляди долари според сп. New York.През 2011 г. Гладуел дава консултации на представители на малкия бизнес като част от обиколката си в три града на тема Bank of America. Програмата е озаглавена: „Bank of America: лекции за малкия бизнес с Малкълм Гладуел“. Пол Старобин, хроникьор в Columbia Journalism, смята, че целта на лекциите е да се предизвика контраст между едно опетнено име (на банката) и едно печелившо такова (името на журналист, често представян за образец).). Статия на Мелиса Бел от Washington Post поставя въпроса „Малкълм Гладуел: новият говорител на Bank of America?“ Самият Гладуел казва, че не е бил наясно с изразеното недоволство по повод на публичните си изяви, докато не получава имейл от Atlantic Wire. Гладуел обяснява: „Изнесох лекция на тема иновации пред група от предприемачи в Лос Анджелис, която беше финансирана от Bank of America. Лекцията ми беше одобрена и аз бях помолен да изнеса същата лекция на още две малки събития – в Далас и вчера в Колумбия. Това е всичко. Не съм направил нищо по-различнo от всеки друг лектор“. Разследващият журналист Яша Ливайн обвинява Гладуел в това, че той е скрит защитник на Енрон и някои други организации, които спонсорират речите му, в т.ч. компании от фармацевтичния и тютюневия бранш.
През 2012 г. предаването „60 минути“ по CBS обяснява, че новата тенденция сред американските родители да отлагат записването на петгодишните си деца в детска градина се дължи на твърденията на Гладуел в книгата му „Изключителните“.
Професорът по социология Шейн Лий споменава „Изключителните“ по време на предаване по CNN по повод рождения ден на Мартин Лутър Кинг Младши. Лий дискутира периода на възход на Кинг от гледната точка на Гладуел. Самият Гладуел признава приноса на Ричард Нисбет и Лий Рос за „откриването на Гладуел жанра“.

## Личен живот
Гладуел определя себе си като християнин. Отгледан в духа на традицията на менонитите, Гладуел се отдалечава от християнските си корени, когато се мести в Ню Йорк, но преоткрива вярата си отново, докато пише книгата „Давид и Голиат“ и след срещата си с Уилма Дерксен.

## Награди и отличия
- 2005 г. – Time обявява Гладуел за една от 100-те най-влиятелни личности
- 2007 г. – отличие на Американската социологическа асоциация за отразяване на социални проблеми
- 2007 г. – почетен знак на Университета във Ватерлу
- 2011 г. – почетен знак на Университета в Торонто